# 672
672 је била преступна година.

## Догађаји
- Вамба је наследио Рекесвинта као краљ Визигота. Након што је ступио на престо, суочава се са побуном Хилдерика, гувернера Нима, који је и сам претендовао на краљевску власт. Подржава га Гумилд, бискуп Магелонеа. Вамба шаље дук Паулуса у Септиманију (Јужна Француска) да оконча непријатељства, али по доласку у Нарбон, Паулус се проглашава краљем.
- Краљ Кенвал од Весекса умире након 31-годишње владавине, у којој је изгубио велики део своје територије од велшких и мерсијских снага. Наследила га је удовица Сиксбур. Његови подкраљеви деле Весекс између себе.
- 7. јануар – Цар Тењи умире после десетогодишње владавине, у којој је клану Фуџивара дао име. Након његове смрти, долази до сукцесије између Тењијеве 14 деце. Наследио га је његов омиљени син Кобун, стар 23 године, који је први добио титулу Даијо-даијин.
- 21. август – Кобун је свргнут после 8 месеци, током кратке, али насилне битке зване Јинсхин рат. Наследио га је ујак Оама, који уз подршку породице Фуџивара постаје 40. цар Јапана. Он узима име Тенму и започиње владавину која ће трајати до 686.
- Кадмон, англосаксонски песник, пише химну од девет стихова о стварању. Некада неписмени сточар, постаје монах под влашћу Хилде од Витбија, где ће разне библијске теме претворити у народну поезију.
- 27. јануар – Папа Виталијан умире у Риму после више од 14 година епископства. Наследио га је папа Адеодат II као 77. римски епископ.
- Вилфрид, епископ Јорка, доводи клесаре, гипсаре и стакларе из Француске и Италије да саграде катедралу Рипон (Енглеска).